# Шеболдаєв Борис Петрович
Борис Петрович Шеболдаєв (27 травня 1895, місто Париж, Франція — розстріляний 30 жовтня 1937, місто Москва, тепер Російська Федерація) — радянський партійний діяч, 1-й секретар Нижньоволзького, Північно-Кавказького, Азово-Чорноморського крайових та Курського обласного комітетів ВКП(б). Член Центральної контрольної комісії ВКП(б) у 1927—1930 роках. Член ЦК ВКП(б) у 1930—1937 роках. 

## Життєпис
Народився в родині лікаря. У 1900 році сім'я переїхала до міста Санкт-Петербурга в Російській імперії. Три роки навчався в сільській школі. Закінчив шість класів Ставропольської гімназії.
Член РСДРП(б) з липня 1914 року.
У 1914 році заарештований, перебував у в'язниці попереднього слідства в Санкт-Петербурзі. У 1915 році знову заарештований в місті Ставрополі, деякий час перебував у в'язниці.
У 1916 році мобілізований до російської армії, до 1917 року служив санітаром технічного загону 39-ї стрілецької дивізії Кавказького фронту. Учасник Першої світової війни. 
У 1917 році — голова Ерзерумського комітету РСДРП(б). З 10 січня 1918 року — заступник голови Військово-революційного комітету Кавказької армії в Баку.
У 1918 році — член Бакинського комітету РСДРП(б), голова Бакинської ради, голова виконавчого комітету районної ради в Баку, заступник комісара з військово-морських справ Бакинської Ради народних комісарів (комуни). У серпні 1918 року заарештований разом з іншими бакинськими комісарами та поміщений в концтабір на острові Жилой. Разом із Анастасом Мікояном на човні втік із табору, добрався до Астрахані.
З вересня по жовтень 1918 року — політичний комісар Кизлярської бойової дільниці, член штабу оборони Кизляра. Служив комісаром 33-ї стрілецької дивізії 12-ї армії РСЧА в місті Астрахані.
З 1919 року — на підпільній роботі в Баку, завідувач військової розвідки Бакинського підпільного комітету РКП(б) у тилу Азербайджанської армії, заарештований, висланий в Дагестанську область. З червня 1919 року — член Дагестанського підпільного комітету РКП(б). Був уповноваженим Революційно-військової ради (РВР) 12-ї армії РСЧА.
З березня 1920 року — заступник голови Дагестанського революційного комітету. 26 квітня — 6 грудня 1920 року — голова Тимчасового Дагестанського обласного бюро РКП(б). З червня 1920 року — військовий комісар Дагестанської радянської республіки. З 1920 по 1921 рік — військовий комісар 33-ї стрілецької дивізії РСЧА. До грудня 1921 року — відповідальний секретар Дагестанського обласного комітету РКП(б).
З 1921 по 1923 рік — слухач курсів марксизму при Соціалістичній академії ЦК РКП(б) у Москві.
У червні 1923 — травні 1924 роках — завідувач організаційного відділу Середньоазійського бюро ЦК РКП(б) у місті Ташкенті.
У травні 1924 — листопаді 1925 року — відповідальний секретар Царицинського (Сталінградського) губернського комітету РКП(б).
13 листопада 1925 — 16 січня 1928 року — заступник завідувача організаційно-розподільного відділу ЦК ВКП(б). У 1927 — травні 1928 роках — завідувач групи Центральної Контрольної Комісії ВКП(б).
30 квітня — 1 вересня 1928 року — відповідальний секретар Організаційного бюро ЦК ВКП(б) по Нижньоволзькій області (краю). У вересні 1928 — 6 січня 1931 року — відповідальний (1-й секретар) Нижньоволзького крайового комітету ВКП(б).
У грудні 1930 — січні 1934 року — 1-й секретар Північно-Кавказького крайового комітету ВКП(б).
У січні 1934 — 7 січні 1937 року — 1-й секретар Азово-Чорноморського крайового комітету ВКП(б).
10 січня — 10 червня 1937 року — 1-й секретар Курського обласного комітету ВКП(б).
10 червня 1937 року заарештований органами НКВС. Постановою Червневого (1937) пленуму ЦК ВКП(б) виведений зі складу членів ЦК ВКП(б). Засуджений Військовою колегією верховного суду СРСР 30 жовтня 1937 року до розстрілу і розстріляний того ж дня. Похований на Донському цвинтарі Москви.
14 березня 1956 року реабілітований і посмертно відновлений у партії.

## Нагороди
- орден Леніна (20.12.1935)
- орден Червоного Прапора (1920)